# GUITARHYTHM active tour '91-'92
『GUITARHYTHM active tour '91-'92』（ギタリズム・アクティブ・ツアー・'91-'92）は、布袋寅泰の1作目のライブ・アルバム。1992年4月8日に、東芝EMI/EASTWORLDよりリリース。その後、2000年12月13日にデジタルリマスターが施され、アストロノーツスターより再リリースされた。

## 解説
布袋寅泰として初のソロツアーで、1991年9月30日から1992年1月17日まで行われた『GUITARHYTHM ACTIVE FLY INTO YOUR DREAM』全33公演の中から収録された作品。日本以外にロンドンでの公演なども含まれている。
既発アルバム『GUITARHYTHM II』からの楽曲を中心に、『GUITARHYTHM』や映画『ブレードランナー』（1982年）の曲やBOØWY時代の曲のセルフカバーも含まれている。
同名のビデオ作品もリリースされており、その中の布袋へのインタビューでは「ツアーでのファンの反応が100%満足のいくものではなかったこと」を語っており、以後さらにライブを意識した作品作りへと転換していく事となる。

## 収録曲
| #         | タイトル                                      | 作詞                          | 作曲                          | 時間  |
| --------- | --------------------------------------------- | ----------------------------- | ----------------------------- | ----- |
| 1.        | 「GUITARHYTHM REPRISE」                       | ハービー山口・LENNY ZAKATEK   | 布袋寅泰                      | 0:38  |
| 2.        | 「BEAT EMOTION」                              | 布袋寅泰                      | 布袋寅泰                      | 4:46  |
| 3.        | 「PRISONER」                                  | 布袋寅泰                      | 布袋寅泰                      | 4:43  |
| 4.        | 「PARADISE」                                  | 布袋寅泰・森雪之丞            | 布袋寅泰                      | 5:57  |
| 5.        | 「DEVIL'S SUGAR」                             | 森雪之丞                      | 布袋寅泰                      | 5:11  |
| 6.        | 「ANGEL WALTZ」                               | 森雪之丞                      | 布袋寅泰                      | 4:04  |
| 7.        | 「LOVE THEME from BLADE RUNNER」              |                               | VANGELIS                      | 4:36  |
| 8.        | 「STARMAN」                                   | DAVID BOWIE                   | DAVID BOWIE                   | 7:37  |
| 9.        | 「C'MON EVERYBODY」                           | EDDIE COCKRAN・JERRY CAPEHART | EDDIE COCKRAN・JERRY CAPEHART | 3:26  |
| 10.       | 「MERRY-GO-ROUND」                            | 森雪之丞                      | 布袋寅泰                      | 4:05  |
| 11.       | 「DANCE CRAZE」(布袋寅泰〜featuring "Bolero") | JONAH PASHBY                  | 布袋寅泰・Maurice Ravel       | 6:22  |
| 12.       | 「FLY INTO YOUR DREAM」                       | 布袋寅泰                      | 布袋寅泰                      | 10:16 |
| 13.       | 「GLORIOUS DAYS」                             | ハービー山口・Lenny Zakatek   | 布袋寅泰                      | 3:18  |
| 14.       | 「RADIO! RADIO! RADIO!」                      | 布袋寅泰                      | 布袋寅泰                      | 5:21  |
| 15.       | 「GUITAR LOVES YOU」                          |                               | 布袋寅泰                      | 2:43  |
| 16.       | 「GUITARHYTHM」                               | ハービー山口・LENNY ZAKATEK   | 布袋寅泰                      | 2:48  |
| 合計時間: | 合計時間:                                     | 合計時間:                     | 合計時間:                     | 76:02 |

### 曲解説
1. GUITARHYTHM REPRISE
2. BEAT EMOTION
3. PRISONER
4. PARADISE
5. DEVIL'S SUGAR
6. ANGEL WALTZ
イントロとして「WONDERLAND」のフレーズがピアノで演奏される。
7. LOVE THEME from BLADE RUNNER
映画『ブレードランナー』の劇中歌「愛のテーマ」のカヴァー。
8. STARMAN
デヴィッド・ボウイのカバー曲。
9. C'MON EVERYBODY
エディ・コクランのカバー曲。
10. MERRY-GO-ROUND
11. DANCE CRAZE
BOØWY時代の曲だが、原曲から大幅にアレンジされ、ハウス・ミュージックを取り入れたダンス・チューンになっている。また曲中でメンバー紹介の後、ボレロの一節が挿入されている。

FLY INTO YOUR DREAM
1. GLORIOUS DAYS
2. RADIO! RADIO! RADIO!
3. GUITAR LOVES YOU
4. GUITARHYTHM
原曲と異なり、アコースティックギターの弾き語り。

## 参加ミュージシャン
- 布袋寅泰 - ギター、ピアノ、ボーカル
- 椎野恭一 - ドラムス
- 浅田孟 - ベース、コーラス
- 成田忍 - ギター、コーラス
- 小森茂生 - キーボード、コーラス
- 藤井丈司 - プログラミング、ギター、コーラス